# Morue du Pacifique
Gadus macrocephalus
Espèce
La morue du Pacifique (Gadus macrocephalus) est une espèce de morue du genre Gadus.

## Description
- Taille maximale pour le mâle : 1,20 mètre.
- Poids maximum : 23 kg.
- Âge maximum : 18 ans.

## Alimentation
Elle se nourrit essentiellement de mollusques (gastéropodes, bivalves), de crustacés, de poissons mais aussi de crevettes et de crabes.

## Prédateurs
Ses prédateurs sont la baleine de Minke, le phoque commun, le flétan du Pacifique, le saumon royal, le charbonnier et le colin d'Alaska.